# 400 mètres masculin aux Jeux olympiques d'été de 1948 (athlétisme)
Pour un article plus général, voir Athlétisme aux Jeux olympiques d'été de 1948.
Navigation
Berlin 1936 Helsinki 1952
L'épreuve du 400 mètres masculin aux Jeux olympiques de 1948 s'est déroulée les 4 et 5 août 1948 au Stade de Wembley de Londres, au Royaume-Uni. Elle est remportée par le Jamaïcain Arthur Wint.

## Résultats

### Finale
| Rang               | Athlète        | Pays       | Temps  | Notes |
| ------------------ | -------------- | ---------- | ------ | ----- |
| Médaille d'or      | Arthur Wint    | Jamaïque   | 46 s 2 | =OR   |
| Médaille d'argent  | Herb McKenley  | Jamaïque   | 46 s 4 |       |
| Médaille de bronze | Mal Whitfield  | États-Unis | 46 s 9 |       |
| 4                  | Dave Bolen     | États-Unis | 47 s 2 |       |
| 5                  | Morris Curotta | Australie  | 47 s 9 |       |
| 6                  | George Guida   | États-Unis | 50 s 2 |       |